# Borna Sosa
Pour les articles homonymes, voir Sosa.
Borna Sosa, né le 21 janvier 1998 à Zagreb en Croatie, est un footballeur international croate qui évolue au poste d'arrière gauche à Crystal Palace.
Il possède également la nationalité allemande, qu'il acquiert en mai 2021 par naturalisation.

## Carrière

### En club

#### Dinamo Zagreb
Sosa est né dans le quartier de Prečko à Zagreb de parents croates originaires de la région de Herzégovine, près de Gradac, près de Posušje,. Il est formé au Dinamo Zagreb. Il fait ses débuts en Prva HNL pour le Dinamo sous les ordres de l'entraîneur Zoran Mamić le 7 mars 2015 lors d'une victoire à domicile 2-0 contre Zagreb, en commençant et jouant les 90 minutes complètes. Le 10 mai 2016, il joue les 90 minutes complètes lors de la finale de la Coupe de Croatie alors que le Dinamo bat Slaven Belupo 2-1. Il fait ses débuts européens le 12 juillet 2016, lorsque l'entraîneur Zlatko Kranjčar le remplace par Alexandru Mățel à la 66e minute de la victoire 2-1 contre Vardar à Skopje lors du deuxième tour des éliminatoires de la Ligue des champions. Au cours de ses quatre saisons à Dinamo, Sosa dispute 41 matchs et délivre six passes décisives pour le club de sa ville natale.

#### VfB Stuttgart
Lors de l'été 2018, Borna Sosa rejoint l'Allemagne afin de s'engager en faveur du VfB Stuttgart. Le transfert est annoncé dès le 14 mai 2018.
Il joue son premier match sous ses nouvelles couleurs le 26 août 2018, à l'occasion de la première journée de la saison 2018-2019 de Bundesliga, face au 1. FSV Mayence 05. Il entre en jeu à la place d'Emiliano Insúa et son équipe s'incline par un but à zéro,,. Cependant, en raison de blessures fréquentes, les minutes de jeu de Sosa sont considérablement réduites lors de sa première saison à Stuttgart, ce qui entraîne la relégation du club en 2. Bundesliga. Les blessures continuent lors de sa deuxième saison également, ce qui entraîne seulement 24 apparitions de Sosa pour Stuttgart au cours de ses deux premières saisons. Le 16 décembre 2019, il marque son premier but pour Stuttgart lors d'un match nul 1-1 contre Darmstadt. Cependant, la saison 2020-2021 est la saison de l'éclosion de Sosa, car il retrouve la forme et la régularité dans la formation en 3-4-2-1 de Pellegrino Matarazzo. Ses performances en Bundesliga lui valent des éloges et des comparaisons avec David Beckham, qu'il a désigné comme son modèle de football aux côtés de David Alaba,. Le 27 novembre 2020, il prolonge son contrat jusqu'en 2025. Il termine la saison avec neuf passes décisives à son actif.
Au début de la saison 2021-2022, le 7 août, Sosa est nommé capitaine de Stuttgart pour la première fois lors d'un match de la DFB-Pokal contre Dynamo Berlin, marquant un but et faisant une passe décisive lors de la victoire 6-0. Sept jours plus tard, lors de la première journée de Bundesliga, Sosa offre un triplé de passes décisives à Marc-Oliver Kempf et Hamadi Al Ghaddioui alors que Stuttgart bat Greuther Fürth 5-1.

### Ajax Amsterdam
Le 1er septembre 2023, Borna Sosa rejoint les Pays-Bas afin de s'engager en faveur de l'Ajax Amsterdam. Il signe un contrat de cinq ans, soit jusqu'en juin 2028.

### En équipe nationale
Sosa représente la Croatie lors du Championnat d'Europe des moins de 17 ans de l'UEFA 2015 et de la Coupe du monde des moins de 17 ans de la FIFA 2015. En mai 2018, il est sélectionné dans la liste préliminaire de 32 joueurs de Zlatko Dalić pour la Coupe du monde 2018 en Russie, mais il n'est pas retenu dans les 23 finaux. Il est sélectionné dans l'effectif de Nenad Gračan pour le Championnat d'Europe espoirs de l'UEFA 2019 et dans l'effectif de Igor Bišćan pour le Championnat d'Europe espoirs de l'UEFA 2021,. Cependant, il est écarté du dernier effectif en raison d'une blessure au genou.
Le 7 mai 2021, Sportske novosti et Sky Sport rapportent que Sosa a obtenu la citoyenneté allemande, à l'initiative de l'entraîneur de l'Allemagne, Joachim Löw, grâce à sa mère Vesna, née et élevée à Berlin, et on s'attendait à ce qu'il représente l'Allemagne à l'Euro 2020 de l'UEFA,. Un jour plus tard, le 8 mai, Sosa confirme lui-même l'information à 24sata. Cependant, le 11 mai, Oliver Bierhoff, le directeur technique de la Fédération allemande de football, annonce que Sosa n'est pas éligible pour jouer pour l'Allemagne selon les règles de la FIFA,. Deux jours plus tard, le 13 mai, Sosa présente ses excuses officielles au public croate, aux supporters de l'équipe nationale de Croatie et à la Fédération croate de football via le site web de la Fédération.
Sosa reçoit sa première convocation en équipe nationale le 16 août 2021, en vue des éliminatoires de la Coupe du monde de la FIFA 2022 en septembre contre la Russie, la Slovaquie et la Slovénie. Il fait ses débuts le 1er septembre lors d'un match nul 0-0 contre la Russie, étant titularisé dans l'équipe de départ. Le 14 novembre, lors du match décisif contre la même équipe, Sosa provoque un but contre son camp de Fyodor Kudryashov, conduisant à la victoire 1-0 de la Croatie et à la qualification pour la Coupe du monde 2022. Le 22 septembre 2022, il marque son premier but en équipe nationale lors d'une victoire 2-1 en Ligue des nations contre le Danemark.
Le 9 novembre 2022, il est sélectionné par Zlatko Dalić pour participer à la Coupe du monde 2022 au Qatar.
Le 20 mai 2024, il figure dans la liste des 26 joueurs croates retenus par Zlatko Dalić pour participer à l'Euro 2024. 

## Statistiques
| Saison                | Club                  | Championnat           | Championnat | Championnat | Coupe(s) nationale(s) | Coupe(s) nationale(s) | Supercoupe | Supercoupe | Compétition(s) continentale(s) | Compétition(s) continentale(s) | Compétition(s) continentale(s) | Barrages | Barrages | Total | Total |
| Saison                | Club                  | Division              | M.          | B.          | M.                    | B.                    | M.         | B.         | Comp.                          | M.                             | B.                             | M.       | B.       | M.    | B.    |
| 2014-2015             | Dinamo Zagreb         | Prva HNL              | 1           | 0           | 0                     | 0                     | -          | -          | -                              | -                              | -                              | -        | -        | 1     | 0     |
| 2015-2016             | Dinamo Zagreb         | Prva HNL              | 2           | 0           | 1                     | 0                     | -          | -          | -                              | -                              | -                              | -        | -        | 3     | 0     |
| 2016-2017             | Dinamo Zagreb         | Prva HNL              | 8           | 0           | 3                     | 0                     | -          | -          | C1                             | 3                              | 0                              | -        | -        | 14    | 0     |
| 2017-2018             | Dinamo Zagreb         | Prva HNL              | 21          | 0           | 2                     | 0                     | -          | -          | -                              | -                              | -                              | -        | -        | 23    | 0     |
| Sous-total            | Sous-total            | Sous-total            | 32          | 0           | 6                     | 0                     | -          | -          | -                              | 3                              | 0                              | -        | -        | 41    | 0     |
| 2018-2019             | VfB Stuttgart         | Bundesliga            | 12          | 0           | -                     | -                     | -          | -          | -                              | -                              | -                              | -        | -        | 12    | 0     |
| 2019-2020             | VfB Stuttgart         | 2.Bundesliga          | 12          | 1           | 1                     | 0                     | -          | -          | -                              | -                              | -                              | -        | -        | 13    | 1     |
| 2020-2021             | VfB Stuttgart         | Bundesliga            | 26          | 0           | 2                     | 0                     | -          | -          | -                              | -                              | -                              | -        | -        | 28    | 0     |
| 2021-2022             | VfB Stuttgart         | Bundesliga            | 28          | 1           | 2                     | 1                     | -          | -          | -                              | -                              | -                              | -        | -        | 30    | 2     |
| 2022-2023             | VfB Stuttgart         | Bundesliga            | 25          | 2           | 3                     | 0                     | -          | -          | -                              | -                              | -                              | 2        | 0        | 30    | 2     |
| 2023-2024             | VfB Stuttgart         | Bundesliga            | 2           | 0           | -                     | -                     | -          | -          | -                              | -                              | -                              | -        | -        | 2     | 0     |
| Sous-total            | Sous-total            | Sous-total            | 105         | 4           | 8                     | 1                     | -          | -          | -                              | -                              | -                              | 2        | 0        | 115   | 5     |
| 2023-2024             | Ajax Amsterdam        | Eredivisie            | 16          | 0           | -                     | -                     | -          | -          | C3+C4                          | 5+4                            | 0+0                            | -        | -        | 25    | 0     |
| 2024-2025             | Torino FC (prêt)      | Serie A               | 19          | 0           | 1                     | 0                     | -          | -          | -                              | -                              | -                              | -        | -        | 20    | 0     |
| 2025-2026             | Crystal Palace        | Premier League        | 0           | 0           | -                     | -                     | 1          | 0          | -                              | -                              | -                              | -        | -        | 1     | 0     |
| Total sur la carrière | Total sur la carrière | Total sur la carrière | 172         | 4           | 15                    | 1                     | 1          | 0          | -                              | 12                             | 0                              | 2        | 0        | 202   | 5     |

## Palmarès

### En club
Dinamo Zagreb
- Championnat de Croatie
  - Vainqueur : 2015 et 2016

 Crystal Palace
- Community Shield
  - Vainqueur : 2025

### En sélection nationale
Croatie
- Coupe du monde
  - Troisième : 2022
- Ligue des nations
  - Finaliste : 2023